# Villatobas
Villatobas es un municipio y localidad española al noreste de la provincia de Toledo, en la comunidad autónoma de Castilla-La Mancha. El término municipal, ubicado en la comarca de la Mesa de Ocaña, tiene una población de 2858 habitantes (INE 2024).

## Toponimia
El topónimo Villatobas es un compuesto de villa y tobas, entre las cuales originalmente se encontraría la preposición de, que acabó perdiéndose. Tobas es el plural de la palabra romance castellana toba, derivada del latín vulgar tofa y del latín clásico tofus, con el significado de ‘piedra caliza, muy porosa y ligera’, o de ‘especie de cardo borriquero’.  En este caso lo más probable es que aluda a la abundancia de cardos silvestres en el lugar en el que se erigió la villa.

## Historia
Los últimos estudios arqueológicos realizados en el término de la localidad (yacimiento arqueológico Plaza de Moros) demuestran que estas tierras estuvieron habitadas desde el siglo IV o III a. C. por diversos pueblos. 
El primer dato histórico escrito que se conserva del origen del municipio es la cita que aparece de la Villa de Tobas, en el fuero de población de Montealegre (1219) que sitúa a esta población en el Camino de Villa de Tobas a Almaguer. Pero a lo largo del siglo XIII la lenta despoblación de Montealegre y otras pequeñas poblaciones, situadas en parajes más agrestes, propició el crecimiento de aquella Villa de Tobas que se encontraba en un lugar más llano, y por tanto, mejor comunicado. 
En estos años la Orden de Santiago ejercía su dominio a través de la villa de Ocaña, según se desprende del fuero de Ocaña (1251). La Encomienda de esta orden alcanzaba desde esta villa a Zurita y Uclés.
En el siglo XIV, el 30 de marzo de 1328, Vasco Rodríguez, el maestre de Santiago, concedió un privilegio al lugar de Villatobas; mediante el cual concede el derecho de pastos de sus moradores en diversos términos vecinos, a cambio del medio diezmo de la producción de los quesos y de la lana.  Los maestres sucesivos, así como los Reyes Católicos, Carlos I y Felipe II, confirmaron este privilegio durante siglos (el texto completo de este fuero, según una copia oficial del siglo XVI, se conserva en el Archivo Histórico Municipal). 
El 25 de septiembre de 1537 el emperador Carlos V procedió en Monzón a conceder el título de villa a la localidad, segregándola de la jurisdicción de Ocaña.
Otro momento histórico importante para Villatobas se produjo el domingo 16 de julio de 1702 cuando el párroco, doce sacerdotes hijos del pueblo, el Concejo de Justicia (con sus cuatro alcaldes regidores y el procurador síndico general) y todo el pueblo (unos 600 vecinos), dieron voto y juramento nombrando patrón de la localidad a Nuestro Padre Jesús Nazareno, quedando establecida perpetuamente su festividad el día 14 de septiembre, coincidiendo con la fiesta de la Exaltación de la Santa Cruz. De este voto se mandó un testimonio al cardenal primado Luis Portocarrero, quedando constancia en el Archivo Histórico Provincial.
A mediados del siglo XIX, la villa tenía contabilizada una población de 2238 habitantes. Aparece descrita en el decimosexto volumen del Diccionario geográfico-estadístico-histórico de España y sus posesiones de Ultramar de Pascual Madoz de la siguiente manera:

VILLATOBAS: v. con ayunt. en la prov. y dióc. de Toledo (10 leg.), part. jud. de Lillo (3), aud. terr. de Madrid (12), c. g. de Castilla la Nueva. sit. en una cañada bastante estensa y no muy profunda; reinan todos los vientos; clima templado, atmósfera despejada y alegre, y se padecen fiebres gástricas é intermitentes. Tiene 560 casas distribuidas en 2 barrios, divididos por la carretera general de Valencia, que forma la calle Mayor, y otras calles alegres, anchas y llanas, algunas empedradas, y la plaza de la Constitucion cuadrada, en la cual se hallan las casas consistoriales con un buen reloj en una torre, cuyo capitel está empizarrado; á su inmediacion está la cárcel y encima de esta los graneros del pósito; un arroyo de curso perenne que corre de NE. á SO., separa un pequeño arrabal del resto de la pobl.; hay un hospital casi arruinado; una escuela dotada con 2,200 rs. de los fondos públicos, á la que asisten 120 niños; otra privada de poca concurrencia, y 3 de niñas sostenidas por retribucion, en las que se educan 60; igl. parr. (la Asuncion) con curato de segundo ascenso y provision ordinaria; el magnífico santuario de Jesus Nazareno, y en los afueras las ermitas Sta. Ana, San Juan, San Jorge, San José, San Antón; sobre un cerro el cementerio construido en 1834, muy capaz y propiedad de la v., que cobra ciertos derechos. Se surte de aguas potables en una fuente de 2 caños en las inmediaciones, en el arroyo que divide el arrabal y en los pozos de las casas. Confina el térm. por N. con el de Villa-rubia de Santiago; E. Sta. Cruz de la Zarza y Corral de Almaguer; S. Lillo y La Guardia; O. Dos-barrios y Ocaña, estendiéndose de una leg. á 5/4 y comprende la encomienda de Montealegre, el desp. de Cabezuelas, los montes del Coto y el Tallar, con poca cepa; el de Ocaña, con un regular mateado, y sobre 3,800 fan. de labor. Le bañan el arroyo Mingabuena y otro que produce abundante agua; mueve 2 batanes, y con aquel riega toda clase de hortalizas. El terreno está lleno de regueros y barrancos, cuyas hondonadas, al paso que vistoso y pintoresco, lo hacen sumamente fértil y solo cuenta 2 alamedas, una de propiedad particular al E. de la v., y la otra á 3/4 en la cañada del Valle, perteneciente á la v. caminos: pasa por medio del pueblo la carretera de Madrid á Valencia: el correo se recibe en Ocaña por balijero tres veces á la semana, sin embargo de pasar diariamente las sillas de postas y coches de las diligencias. prod.: trigo, cebada, verduras, anis, cáñamo, aceite y vino; se mantiene ganado lanar, cabrio, mular y vacuno de labor, 300 colmenas, y se cria caza menuda. ind. y comercio: un tejedor de paños, un estambrero, 2 batanes de paños, 6 molinos de aceite, 1 de chocolate, 5 hornos de pan, 5 de yeso, 1 de teja y ladrillo, tiendas de lenceria, quincalla, paños y telas, y se celebra un mercado los martes. pobl.: 576 vec., 2,238 alm. cap. prod.: 3.268,557 rs. imp.: 91,053. contr.: 65,500. presupuesto municipal: 16,913, del que se pagan 3,500 al secretario y se cubre con los ingresos de propios.
(Madoz, 1850, p. 289)

## Demografía
Cuenta con una población de 2858 habitantes (INE 2024).

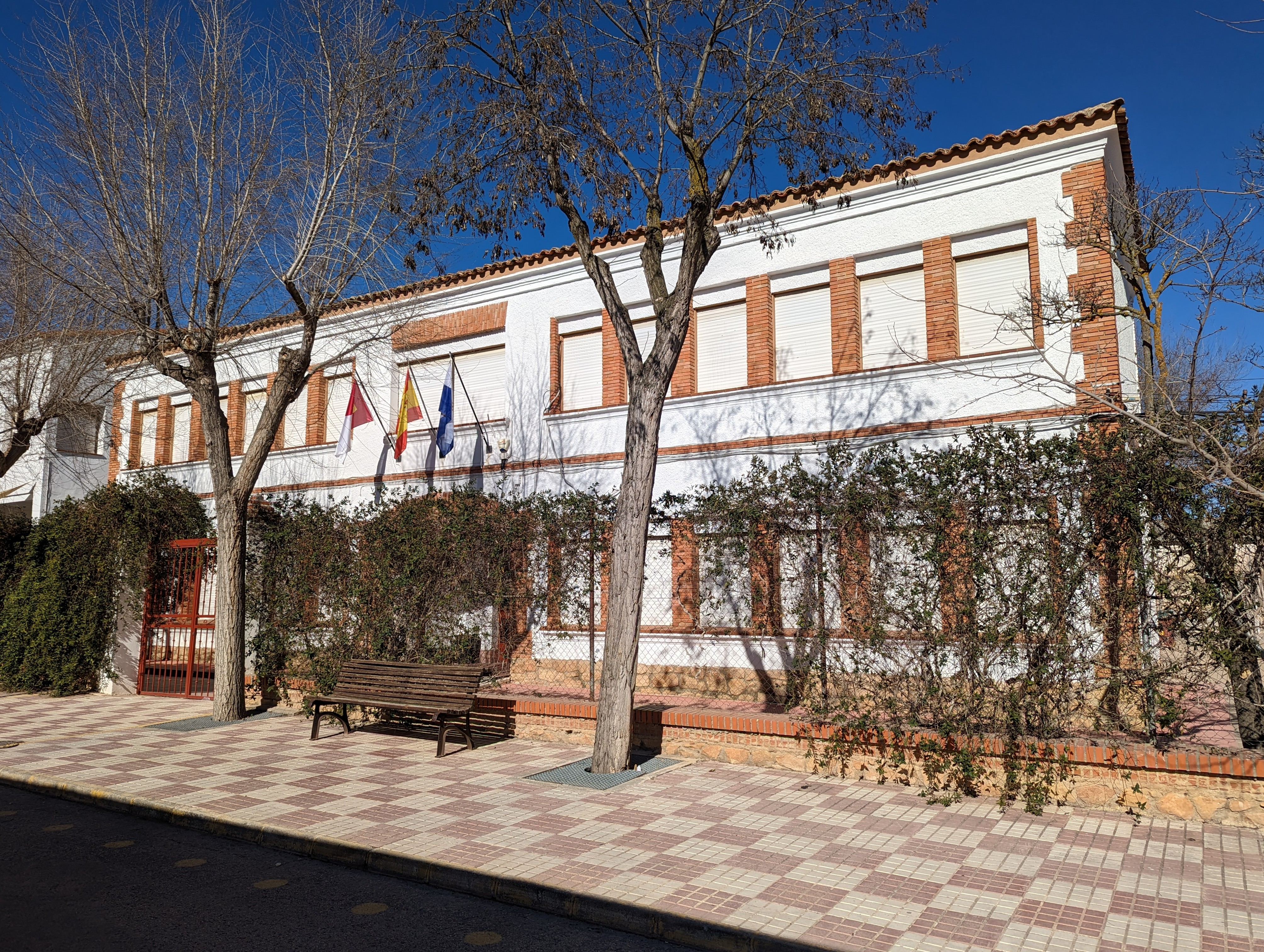
Colegio Sagrado Corazón de Jesús

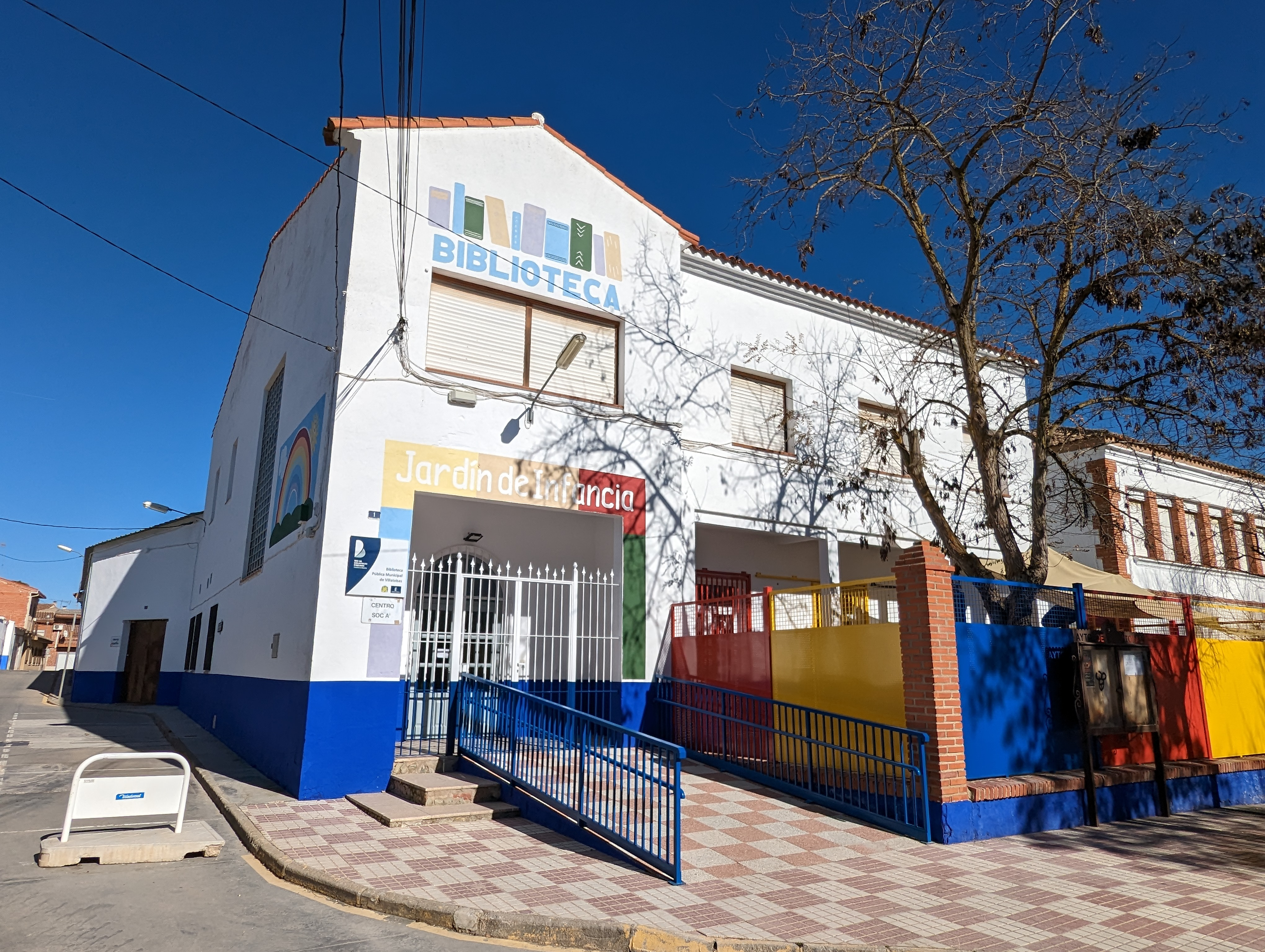
Biblioteca

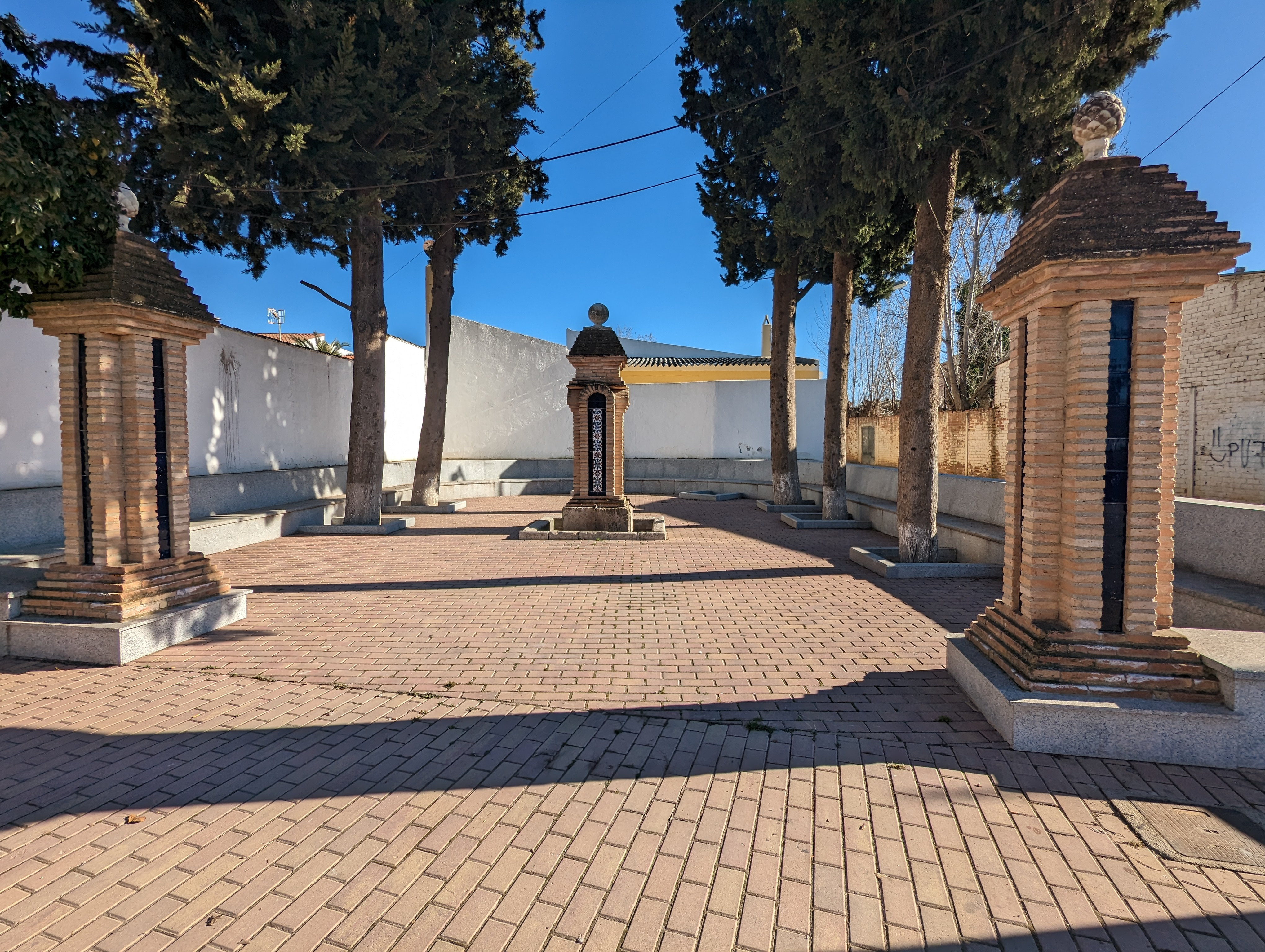
Fuente Chica

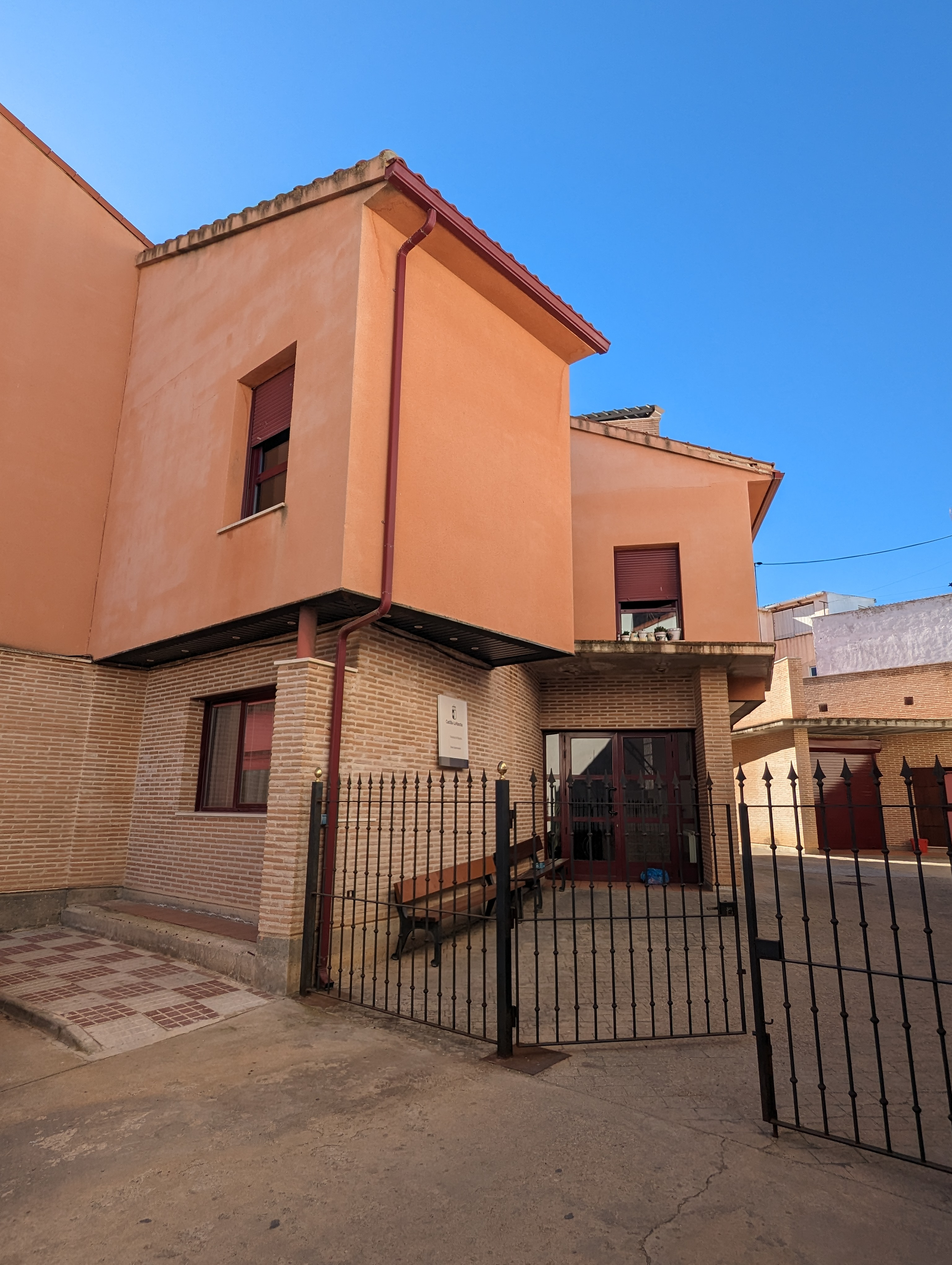
Centro de salud

| Gráfica de evolución demográfica de Villatobas entre 1842 y 2021                                                      |
| |
| Población de derecho según los censos de población del INE. Población de hecho según los censos de población del INE. |

## Economía
La actividad económica principal de este municipio es la agricultura, siendo los cultivos principales la vid, el cereal y el olivo. La importancia de estos cultivos se refleja en diversas obras como La Mesa de Ocaña en el s. XVIII de Antonio Ponz y otros, o el Diccionario geográfico-estadístico-histórico de España y sus posesiones de Ultramar de Madoz (1850) donde se recoge la existencia de numerosos molinos de aceite. Existe una única almazara de aceite de oliva. Además cuenta con una cooperativa vitivinícola que embotella dos caldos con denominación de origen de la Mancha: vino blanco «Morayo» y vino tinto «Don Andrés». También dispone de una empresa de fertilizantes agrícolas.
En cuanto a la actividad industrial, propiamente dicha, no existe como tal en el municipio aunque si cuenta con diversas empresas del sector servicios: comercios de alimentación, restauración, hornos de pan y bollería, talleres mecánicos; y varias empresas del sector de la construcción: de albañilería, de pintura y del sector textil: talleres de costura (aunque últimamente parece que el sector textil está en crisis lo que repercute en el empleo femenino del municipio). 
La actividad turística del municipio es más bien escasa, si bien durante el verano aumenta la población con el regreso de personas oriundas del municipio.

## Comunicaciones
- Ubicación: dista 69 km de Toledo, 80 km de Madrid y 18 km de Ocaña.
- Carreteras principales:
  - Eje norte-sur: Autovía A-4 (antigua N-IV), Madrid-Cádiz, en el límite oeste (Ocaña).
  - Eje norte-sur alternativo: Autopista de peaje R-4, Madrid-Ocaña.
  - Eje noroeste-sureste: N-301, Ocaña-La Roda-Murcia-Cartagena, pasando a escasos metros de la localidad.
  - Eje oeste-este: N-400, Toledo-Cuenca, en el límite norte (Villarrubia de Santiago y Santa Cruz de la Zarza).
  - Eje norte-sur: CM-3001, carretera autonómica que pasa por la localidad uniendo las localidades de Villarrubia de Santiago y Villacañas.

## Símbolos

Diseño utilizado entre 1963 y 2022

El escudo de Villatobas, cuya aprobación se publicó en el Boletín Oficial del Estado el 1 de junio de 1963, presentaba este blasón: 

Escudo cortado. Primero, de plata, dextrocero o brazo vestido, jefe del mismo metal, cargado de tres lises de oro. Al timbre, Corona Real

Se trató de un diseño incorrecto, ya que la descripción original propuesta por la Real Academia de la Historia era esta: 

Escudo cortado; 1º de plata, dextrocero, o brazo vestido, empuñando una cruz de sable, saliente del flanco siniestro; 2º de azur, capilla de plata; jefe del mismo metal, cargado de tres lises de oro. Al timbre corona real

Sin embargo, debido a un error en la transcripción del mecanógrafo o taquígrafo, se omitieron involuntariamente las palabras que completaban el blasón.
El 3 de diciembre de 2020, el Ayuntamiento de Villatobas acordó redefinir el blasón, sin introducir los elementos perdidos en 1963 ni incluir otros de nueva creación. Así mismo, en el mismo expediente se aprobó la creación de una bandera. La Real Academia de la Historia emitió un informe favorable el 5 de noviembre de 2021 y ambos símbolos fueron aprobados por la Consejería de Hacienda y Administraciones Públicas de la Junta de Comunidades de Castilla-La Mancha, siendo publicados en el Diario Oficial de Castilla-La Mancha de 24 de febrero de 2022.
La descripción del escudo es la siguiente:

Escudo cuadrilongo redondeado y acabado en punta, cortado, primero de plata, tres flores de lis en oro, puestas en faja y perfiladas de sable; segundo de plata, dextrocero o brazo vestido de azur, con la mano abierta de carnación, puesto en abismo. Al timbre corona real abierta.

La bandera presenta la siguiente descripción:

Bandera rectangular, cuya de anchura será 2/3 del largo, dividida horizontalmente en dos partes iguales, la superior en blanco y la inferior de azul. En el caso de que la bandera ostente el escudo municipal, este irá colocado en el centro geométrico del paño, con una altura equivalente a la mitad de la altura del mismo.

## Administración
| Periodo   | Nombre                         | Partido |
| --------- | ------------------------------ | ------- |
| 1979-1983 | Leopoldo González Serrano      | UCD     |
| 1983-1987 | Jeronimo Perea Navarro         | AP      |
| 1987-1991 | Jeronimo Perea Navarro         | AP      |

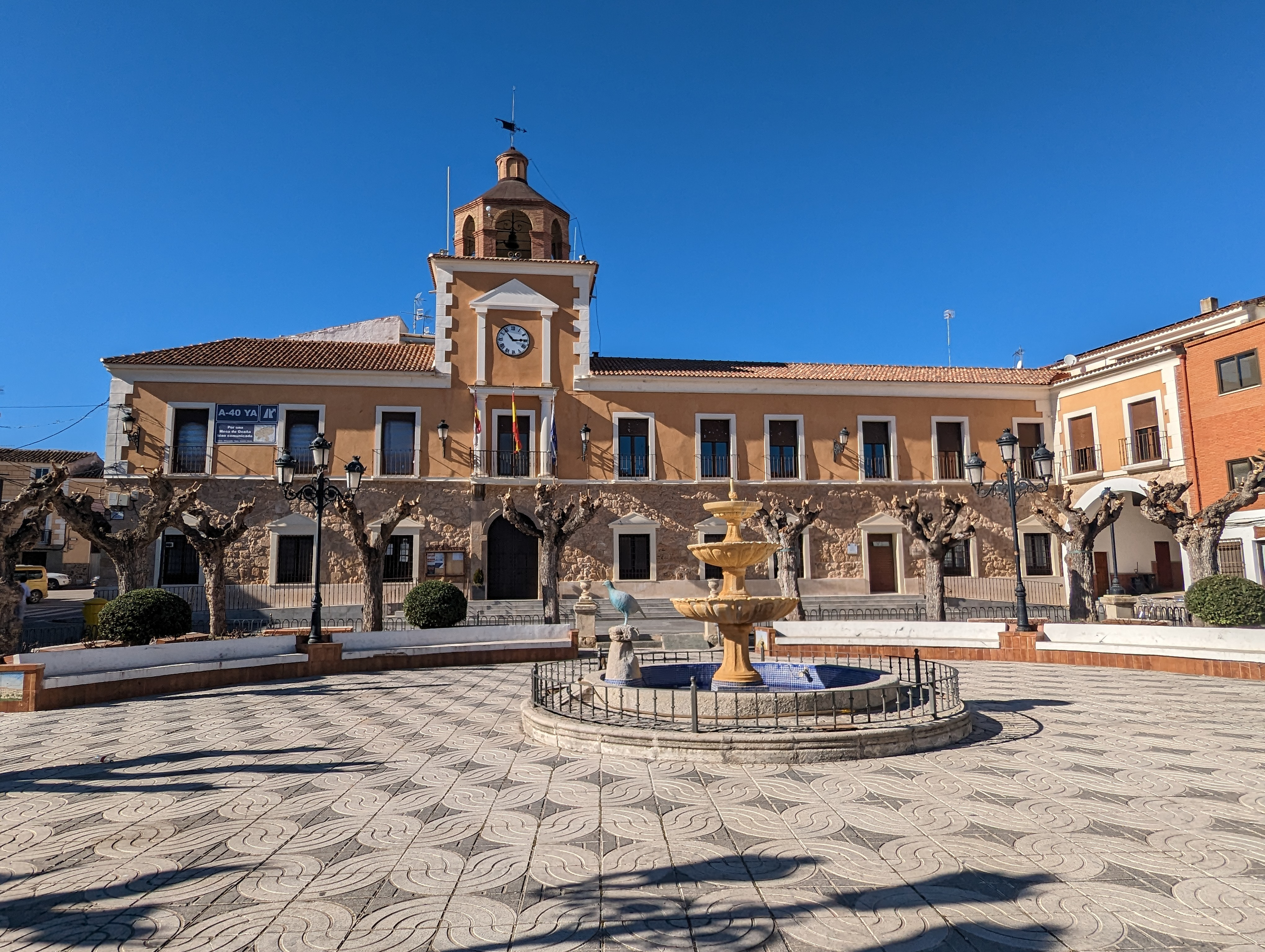
Casa consistorial

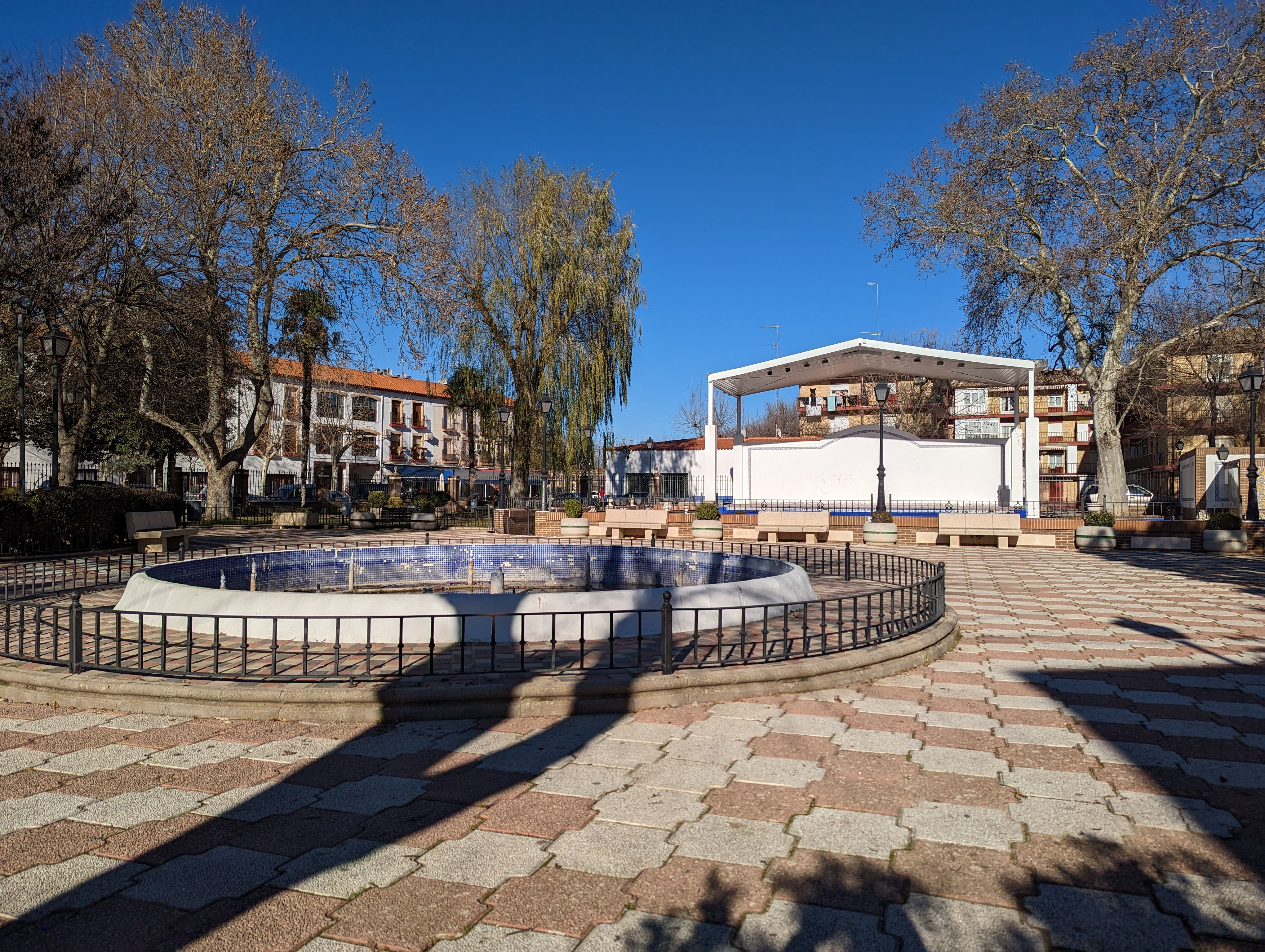
Parque municipal

| 1991-1995 | Concepción del Campo Aguado    | PP      |
| 1995-1999 | Leopoldo Herrero Ruiz          | PSOE    |
| 1999-2003 | Leopoldo Herrero Ruiz          | PSOE    |
| 2003-2007 | Antonio Torremocha Sánchez     | PP      |
| 2007-2011 | Antonio Torremocha Sánchez     | PP      |
| 2011-2015 | Antonio Torremocha Sánchez     | PP      |
| 2015-2019 | Gema Guerrero García-Agustinos | PP      |
| 2019-2023 | Gema Guerrero García-Agustinos | PP      |
| 2023-act. | Gema Guerrero García-Agustinos | PP      |

## Patrimonio
- Casa consistorial.

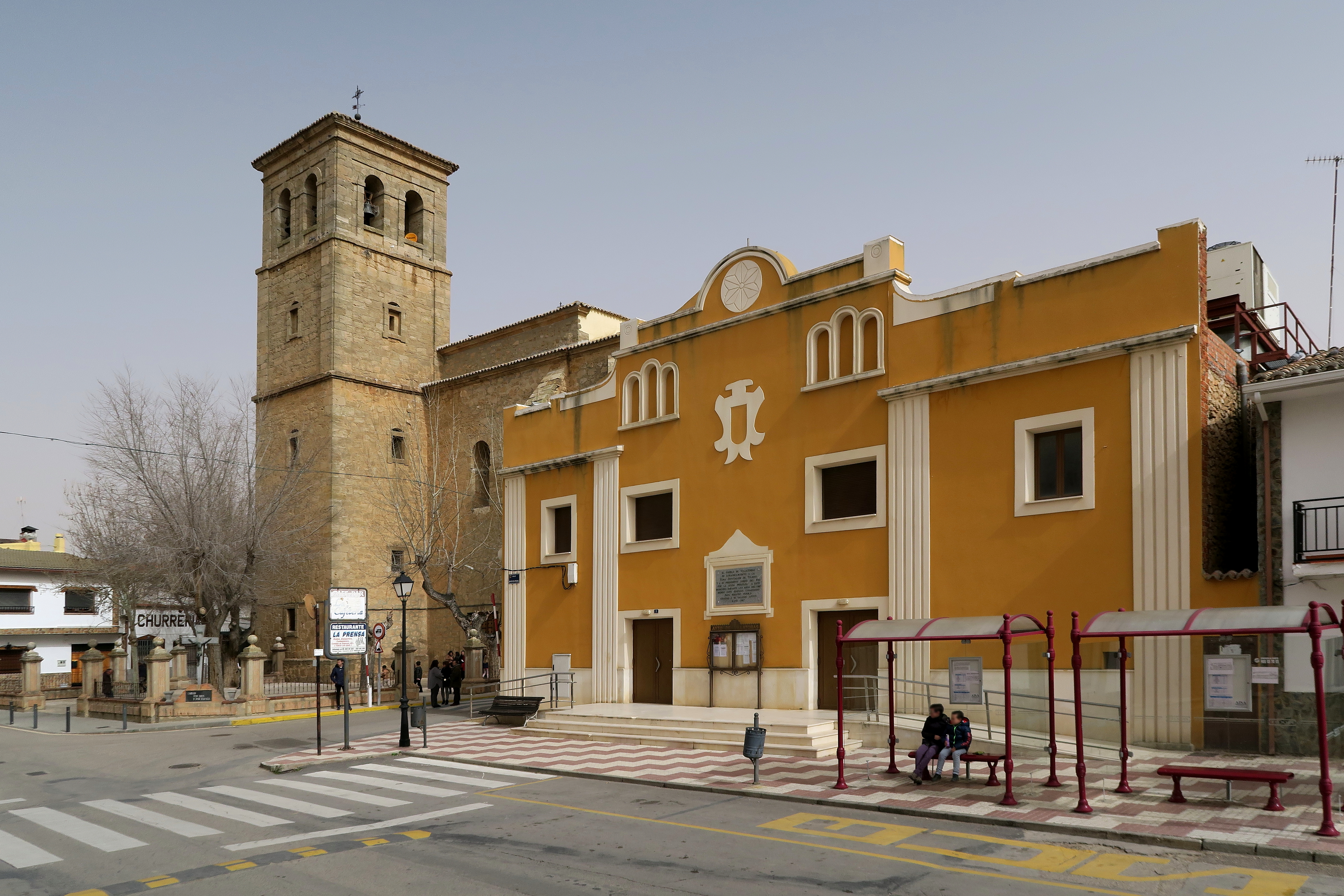
Teatro Cervantes e iglesia parroquial

- Iglesia parroquial de Nuestra Señora de la Asunción (siglo XVI): estilo de transición del arte ojival, de un gótico tardío al Renacimiento. Consta de tres naves siendo muy ancha la central y estrechas las laterales. Las bóvedas son de crucería ojival. Tiene una torre de tres cuerpos más basamento, siendo en el más corto donde se aloja el campanario. Iniciada en 1614.
- Ermita de San Isidro.
- Ermita de San José.
- Ermita de San Jorge.
- Ermita de Santa Ana.
- Ermita de Santa Catalina.
- Ermita de Nuestro Padre Jesús Nazareno (siglos XVII-XVIII): planta de cruz latina cubierta por bóveda de cañón con lunetos y dividido en cinco tramos. El crucero se cubre por bóveda de media naranja, con pechinas y linterna. Cabecero rectangular, se cubre con bóveda baída. Brazos del crucero cuadrados con media naranja. Accesos en el pie y un lateral. Fábrica de mampostería encalada y ladrillo. Es de estilo barroco.

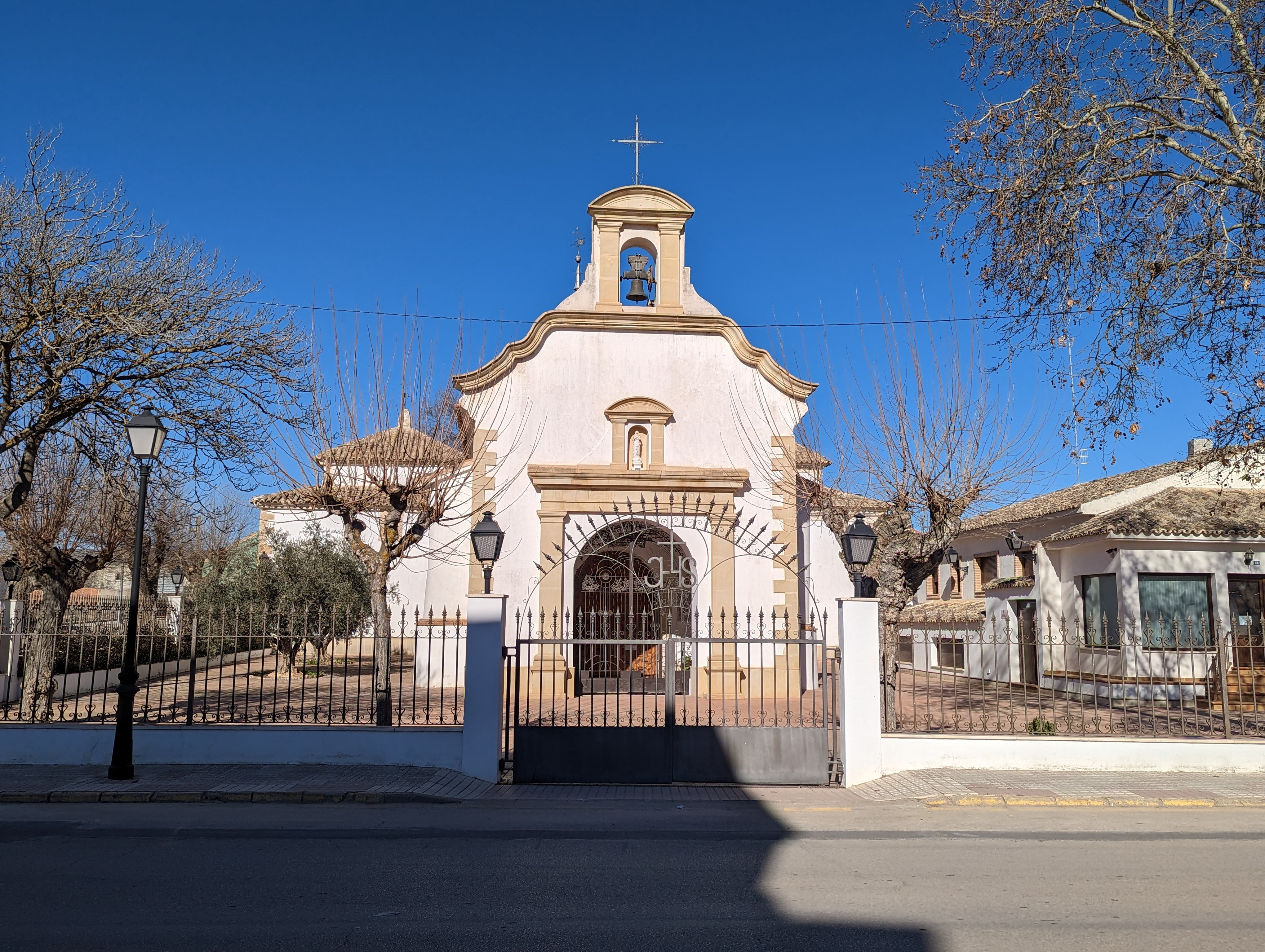
Ermita de Nuestro Padre Jesús Nazareno
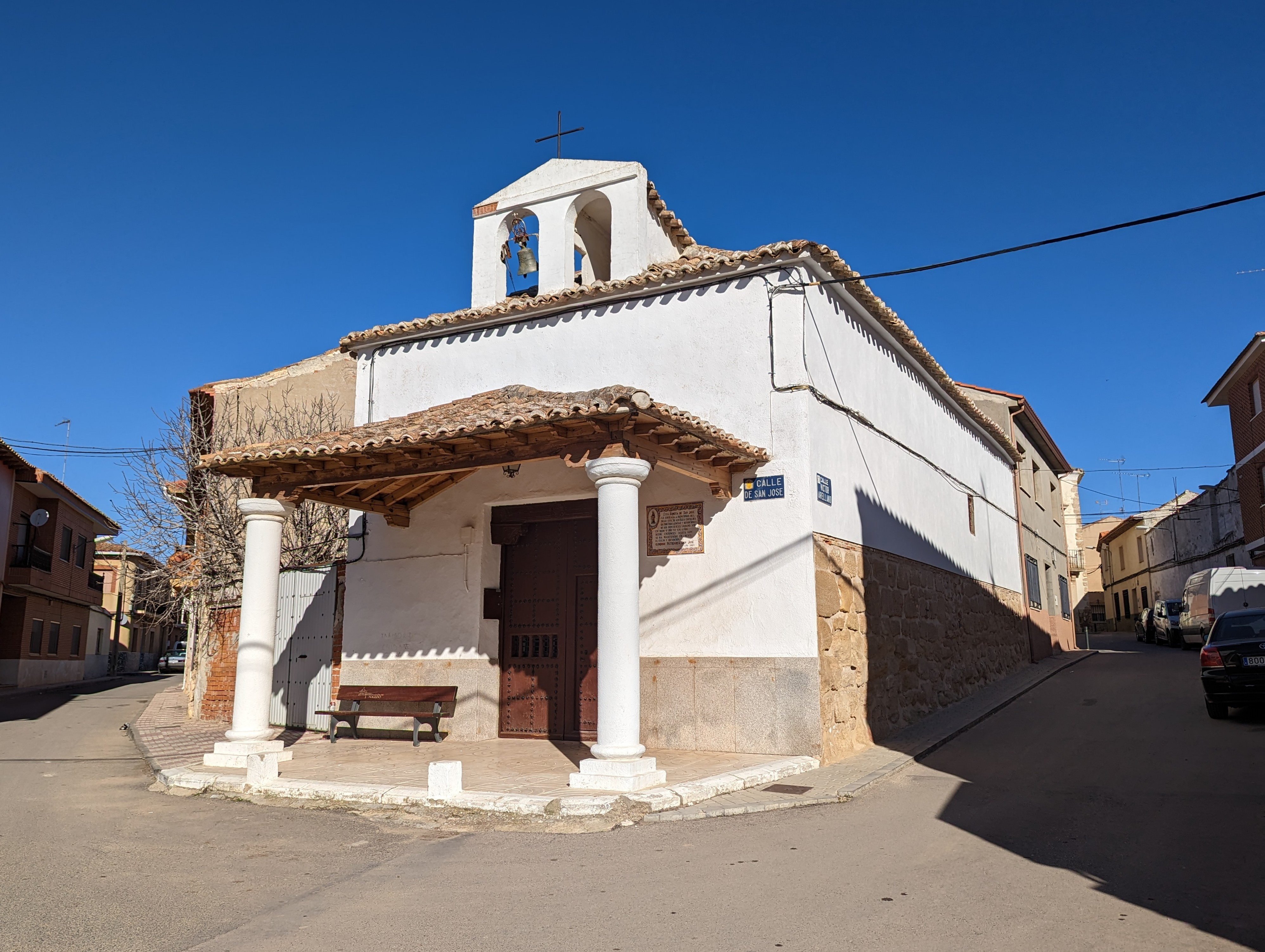
Ermita de San José
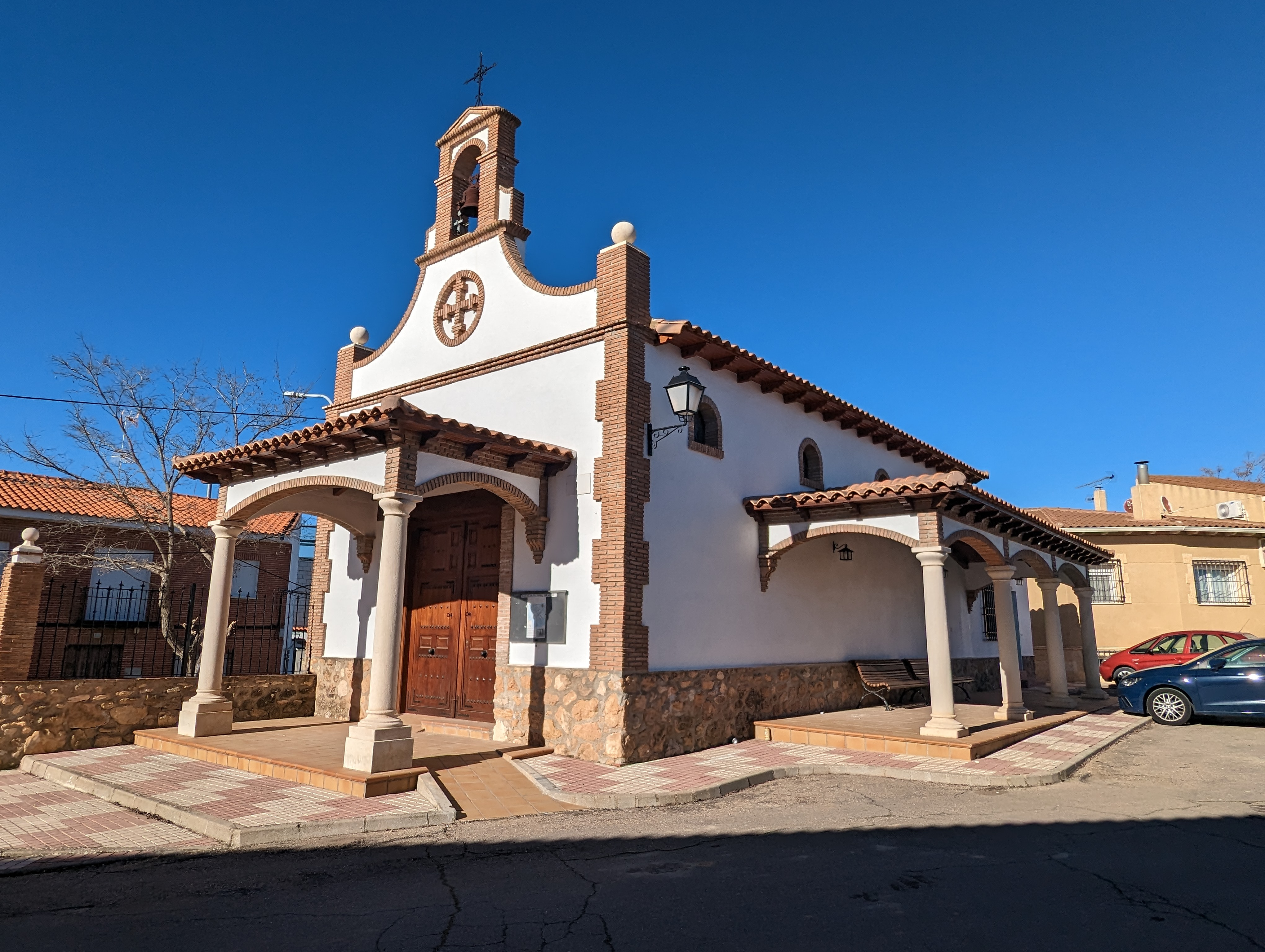
Ermita de San Jorge
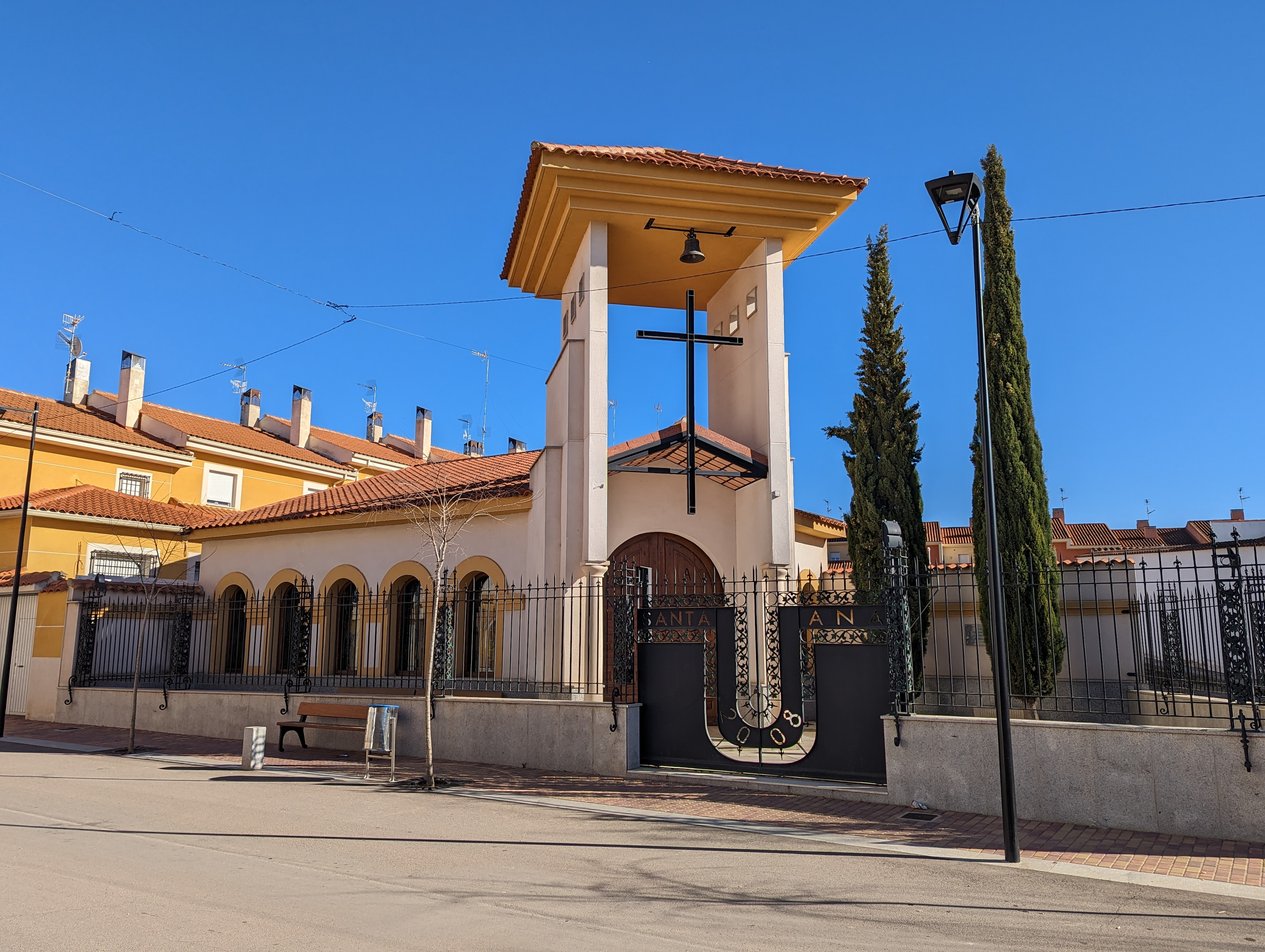
Ermita de Santa Ana
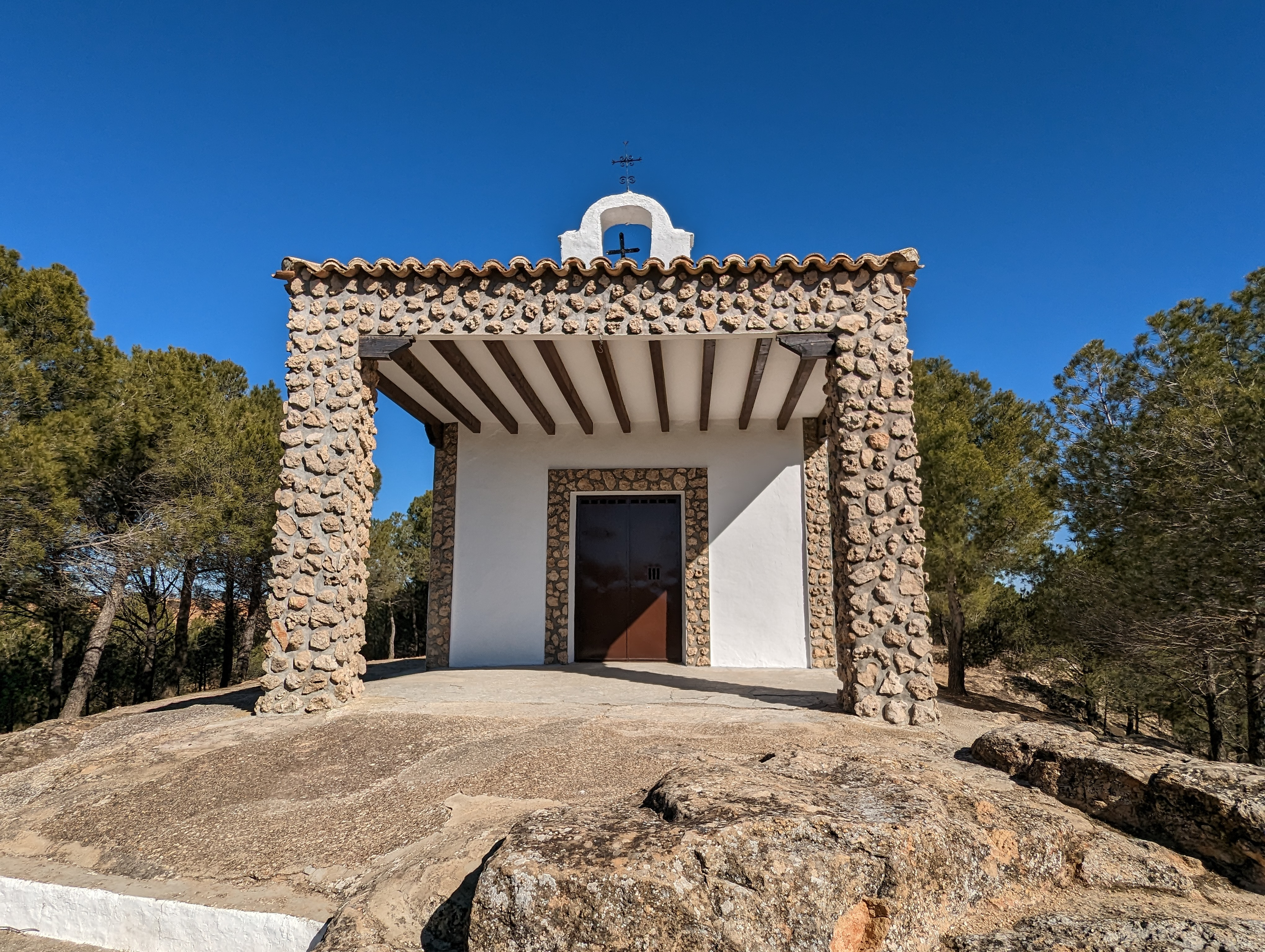
Ermita de San Isidro
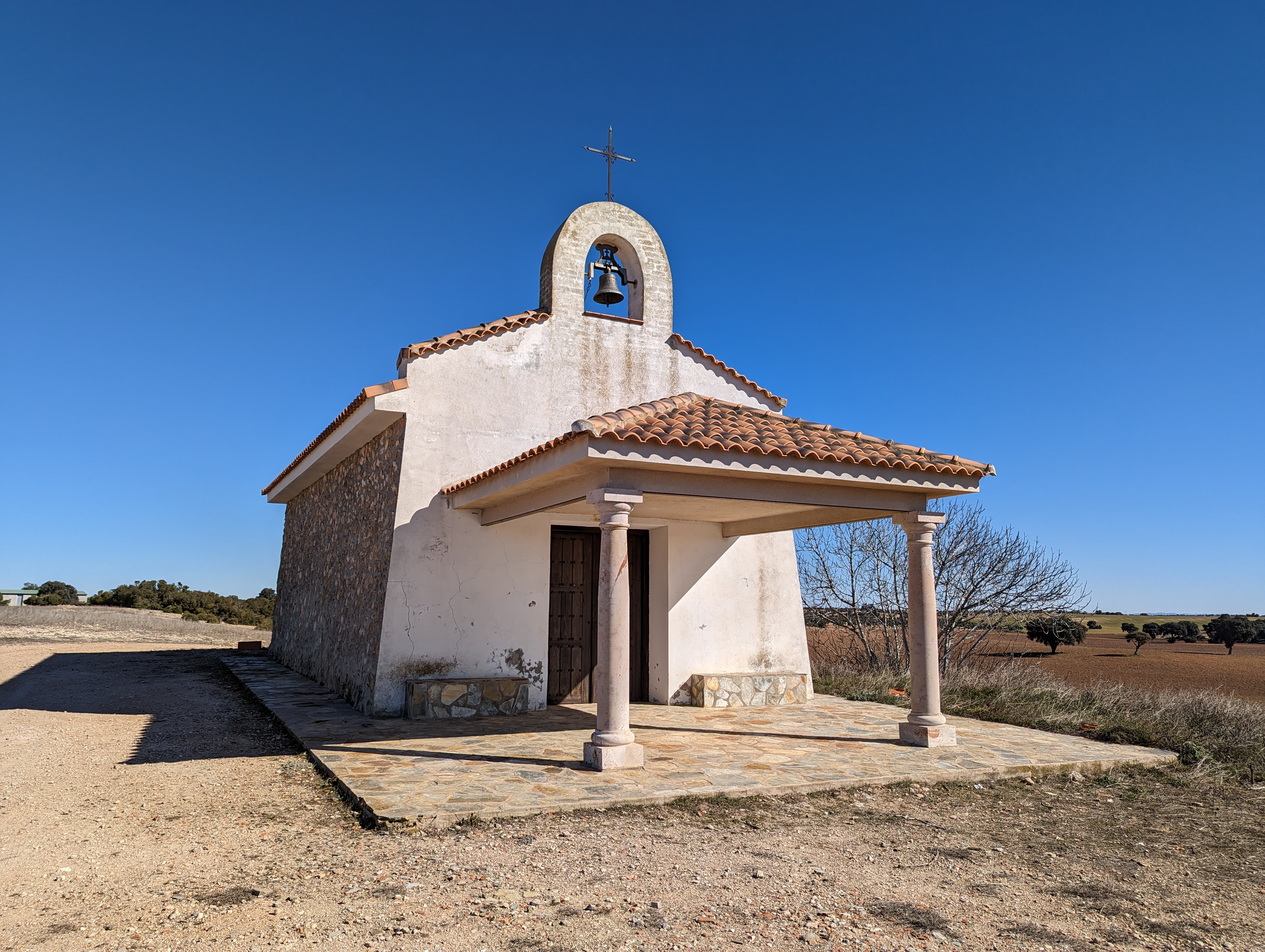
Ermita de Santa Catalina

## Fiestas
- Semana Santa
- Los Mayos (30 de abril)

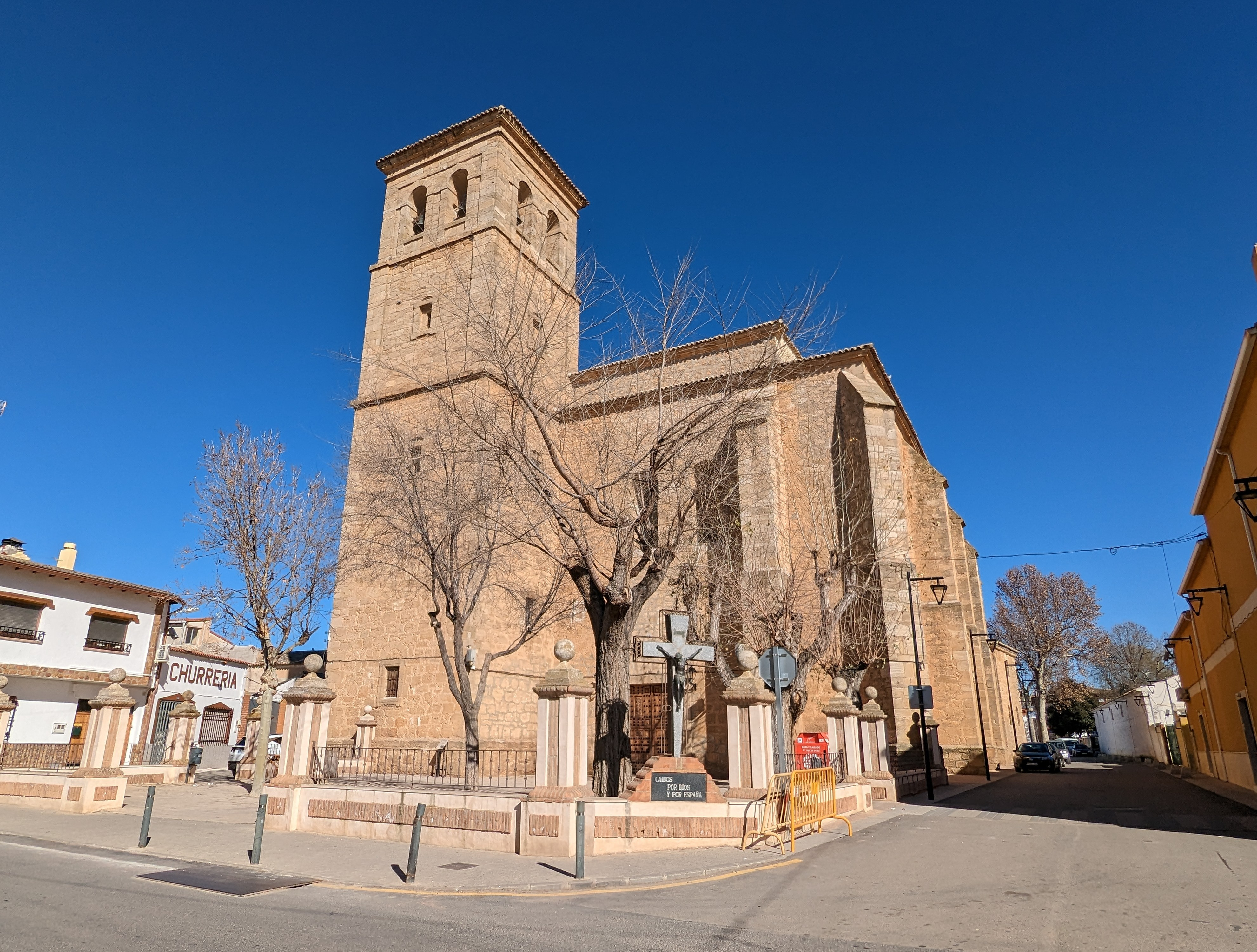
Iglesia de Nuestra Señora de la Asunción

- Romería de San Isidro Labrador (15 de mayo)
- Fiesta de Jesús de Mayo (17 de mayo)
- Corpus Christi
- Fiestas de Nuestra Señora de la Asunción (15 de agosto).
- Fiestas de Nuestro Padre Jesús Nazareno, patrón de Villatobas (14 de septiembre).

## E.V.A 2

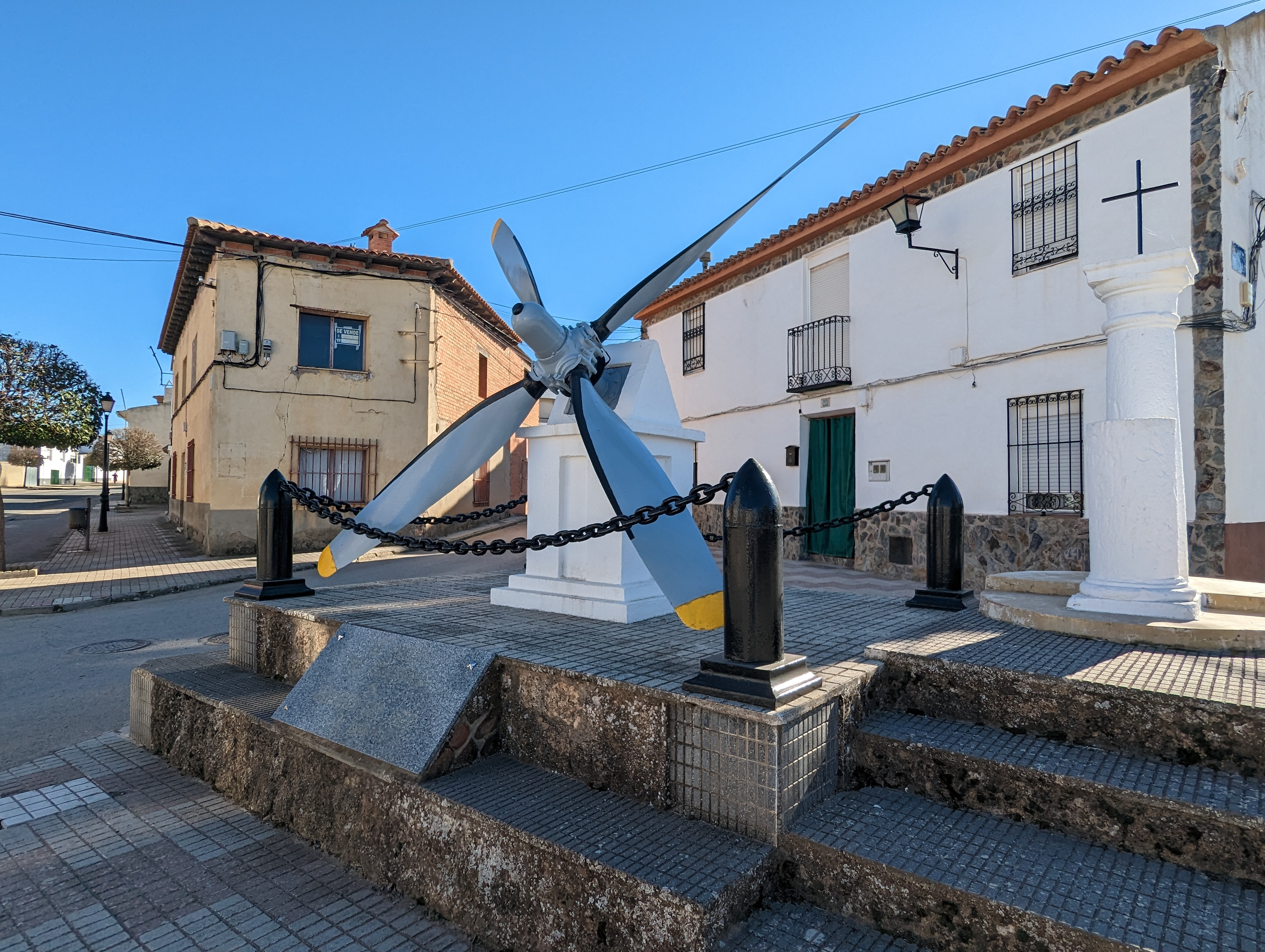
Monumento al Ejército del Aire en Villatobas

El origen del Escuadrón de Vigilancia Aérea N.º 2 situado en el término de Villatobas está en el primer convenio Hispano-Americano firmado el 26 de septiembre de 1953. El 21 de abril de 1956 se crea el Mando de la Defensa Aérea, englobando al EVA 2 como integrante de la Red de Alerta y Control.
La construcción del Escuadrón fue realizada por la Fuerza Aérea de los EE. UU. En 1955 se termina la construcción del radar y el Escuadrón tiene su primer jefe español: el teniente coronel Rafael del Pozo y de la Piedra, siendo su inauguración oficial en 1958 efectuada por Francisco Franco.
El EVA 2 es el primer Escuadrón de la Red en poner en funcionamiento sus equipos y comenzar a vigilar el espacio aéreo de España desde el 8 de julio de 1958. Ese mismo día realiza la primera interceptación aérea, conjuntamente con el Ala de Caza n.º 1, dotada de aviones F-86-F Sabre, de la Base Aérea de Manises.
El trabajo operativo se comparte con militares del 871 SQN "GUARDIAN ANGEL" de la USAF hasta el 20 de noviembre de 1964 que se recepcionan las instalaciones y equipos a cargo del teniente coronel Campuzano; a partir de esta fecha los militares españoles asumen la responsabilidad de la vigilancia del Espacio Aéreo Español.
En febrero de 1969 se sustituye el AN/FPS-20 por el AN/FPS-100. Entre enero de 1972 y abril de 1974 se desarrolla el programa Combat Grande I, durante el cual también se sustituye en 1973 el AN/FPS-100 por el AN/FPS-113.
El 13 de septiembre de 1975 el alcalde de la localidad de Villatobas hace entrega de una placa conmemorativa al Escuadrón donde dice "HOMENAJE DE VILLATOBAS AL ESCUADRON DE ALERTA Y CONTROL Nº 2, PROTECTOR DE NUESTROS CIELOS".
El 13 de septiembre de 1988 se inaugura en la localidad de Villatobas un monumento a los Caídos del Ejército del Aire y una calle a la Aviación Española, donde se encuentra dicho monumento.